# Кастелиц, Андрей
Андрей Кастелиц (словен. Andrej Kastelic; род. 6 апреля 1971, Любляна) — словенский гандболист, игравший на позиции левого полусреднего; ныне помощник главного тренера словенской команды «Слован» (Любляна).

## Карьера

### Клубная
Воспитанник школы люблянского «Слована», в его составе выступал до 2000 года. В 2000 году перешёл в стан его противников «Пруле 67», с ними в 2002 году выиграл чемпионат и Кубок Словении, в Лиге чемпионов ЕГФ 2002/2003 вышел в полуфинал. С сентября 2004 года по конец 2008 играл за «Айзенах» из Второй Бундеслиги, после чего завершил игровую карьеру. С 2011 года входит в тренерский штаб команды «Слован».

### В сборной
Сыграл 148 игр и забил 387 голов за сборную. Играл на Олимпийских играх 2000 (8-е место) и 2004 годов (11-е место). Серебряный призёр чемпионата Европы 2004.